# Kakhovske Vandkraftværk
|  | Denne artikel kan blive påvirket af en aktuel begivenhed Informationerne i artiklen kan blive ændret hurtigt, som begivenheden skrider frem. Indledende nyhedsrapporter kan være upålidelige. De seneste ændringer på denne artikel reflekterer muligvis ikke den mest aktuelle information. |

 Denne artikel bør gennemlæses af en person med fagkendskab for at sikre den faglige korrekthed.

Det Kakhovske Vandkraftværk (ukrainsk: Кахо́вська ГЕС імені П. С. Непорожнього; tr. Kakhovska HES imeni P. S. Neporozjnjoho) er et vandkraftværk med tilhørende dæmning ved Dneprfloden i Kherson-regionen i det sydlige Ukraine.
Byggeriet blev igangsat i 1950 og blev afsluttet i 1956.[kilde mangler]
Værket er opkaldt efter Petro Stepanovytj Neporozjnij, der i 1962-1985 var Den Ukrainske Socialistiske Sovjetrepubliks minister for energi og elektrificering.

## Vandkraftværket
Vandkraftværket havde en installeret effekt på 357 MW og producerede 1,4 TWh per år.[kilde mangler]

## Dæmningen
Dæmningen skabte den kunstige sø (vandreservoir) Kakhovskereservoiret med et areal på 2.155 km² og en længde på 230 km.

### Sprængningen juni 2023
Den 6. juni 2023 blev en stor del af dæmningen sprængt, efter at den siden starten på den russiske invasion havde været under russisk kontrol.